# Jüe-ja-čchüan
Jüe-ja-čchüan (čínsky pchin-jinem Yuèyá Quán, znaky zjednodušené 月牙泉, doslova Jezero měsíčního srpku) je sladkovodní jezero ležící nedaleko města Tun-chuang v čínské provincii Kan-su, na trase Hedvábné stezky. Jezero má tvar půlměsíce, je dlouhé přes 200 m a široké přes 50 m. Již nejméně dva tisíce let vytváří unikátní oázu obklopenou písečnými dunami pouště Taklamakan. Je napájeno podzemním pramenem, vlhkost zpevňuje jeho břehy a chrání ho tak před pohlcením pískem. Jezero je obehnáno plotem, na jeho břehu se nachází okrasná zahrada s vysokou pagodou. Areál je vyhledávanou turistickou atrakcí, návštěvníci s oblibou naslouchají zvukům pohybujícího se písku, které daly lokalitě přezdívku zpívající duny. Jüe-ja-čchüan popsala ve svém cestopise britská misionářka Mildred Cableová.
V oblasti jsou srážky nižší než výpar a rostoucí populace odebírá stále více podzemní vody, jezero proto postupně vysychá: podle měření provedených v šedesátých letech 20. století mělo průměrnou hloubku okolo pěti metrů a v nejhlubším místě až sedm metrů, v devadesátých letech se hloubka pohybovala mezi 90–130 cm. V roce 2006 proto úřady rozhodly o záchraně jezera jeho prohloubením a dovozem vody.